# T-34, machine de guerre
Cet article concerne le film russe sorti en 2019 nommé T-34. Pour le char d'assaut soviétique, voir T-34
Pour plus de détails, voir Fiche technique et Distribution.
T-34, machine de guerre (T-34) est un film russe réalisé par Alexeï Sidorov sorti en 2019. Il doit son titre au char d'assaut soviétique T-34. Il a été un succès commercial, avec 30 millions d'euros de chiffre d'affaires, contre un budget de production d'environ 9,25 millions d'euro.
L'histoire commence en 1941, durant l'opération Barbarossa, plan d'invasion de l'URSS par l'armée allemande. Après avoir neutralisé avec un seul T-34 la compagnie blindée du capitaine Klaus Jäger dans des combats qui ont lieu aux abords de Volokolamsk, le mécanicien Vassilionok et le lieutenant Ivouchkine, rescapés, sont faits prisonniers par les Allemands. Au printemps 1944, le commandement de la Wehrmacht confie à Jäger, devenu colonel, la direction du camp d'entraînement d'Ohrdruf (en Thuringe) et d'y ouvrir un centre de préparation pour les troupes blindées d'élite. Les Allemands doivent utiliser comme cibles d'entraînement un T-34 soviétique qu'ils ont récemment capturé. C'est le prisonnier Ivouchkine qui doit le commander avec d'autres prisonniers comme « chair à canon », mais il profite de manœuvres et de la confusion qui règne pour s'échapper. Ivouchkine et ses hommes tentent de gagner la frontière tchèque qui est à 350 kilomètres, tandis qu'ils sont poursuivis par une demi-douzaine de Panthers commandés par Jäger.

## Synopsis
En décembre 1941, à proximité de Moscou, le sous-lieutenant Nikolaï Ivouchkine (Alexandre Petrov) conduit un camion GAZ-AA accompagné de Vassili Teterine, un jeune soldat de l'Armée rouge. Soudain, un char allemand Panzerkampfwagen III se dévoile en haut d'une colline et leur bloque le chemin. Ils manœuvrent habilement en évitant les obus et s'en sortent indemnes. Rejoignant Volokolamsk, Nikolaï y prend ensuite le commandement d'un char T-34/76 endommagé, surnommé « L'impitoyable » (en russe : БЕСПОЩАДНЫЙ) dont le commandant a été blessé. Lui et son nouvel équipage tentent de retarder l'avance des Allemands. Leur T-34 survit à plusieurs coups alors qu'ils éliminent de nombreux Panzers II et Panzer III allemands. À la fin de la bataille, la plupart des défenseurs russes ont été tués. Avec la moitié de son propre équipage de char mort, Nikolaï se bat finalement en duel avec un Panzer III Ausf. H allemand. Les deux chars mutuellement détruits, le sous-lieutenant Nikolaï Ivouchkine et le pilote Stepan Vassilionok sont capturés.
Trois ans plus tard, le Standartenführer Klaus Jäger (Vinzenz Kiefer), qui était le commandant du Panzer III Ausf. H qu'Ivouchkine a combattu en 1941, est envoyé dans un camp de concentration par le Reichsführer-SS Himmler pour choisir un équipage de chars de guerre soviétique qui sera utilisé pour entraîner la 12e division SS Hitlerjugend. Jäger reconnaît Nikolaï parmi les prisonniers de guerre et veut l'utiliser pour que ses tankistes novices puissent faire face à un véritable char T-34 géré par un équipage russe vétéran. Le nazi demande à l'interprète du camp, Anya (Irina Starchenbaum), de convaincre Nikolaï à accepter l'idée. Nikolaï accepte à contrecœur après que Jäger a menacé de tuer Anya.
Nikolaï choisit trois autres tankistes dans les rangs des prisonniers de guerre - son ancien pilote et ami Vassilionok, le chargeur Serafim Ionov et le canonnier Demian Voltchok - pour équiper un T-34/85 que les Allemands viennent de capturer. Les Allemands ordonnent d'abord aux tankistes soviétiques d'éliminer les corps pourris et brûlés encore présents dans le char capturé. En retirant les corps, ils trouvent de manière inattendue quatre obus anti-char, deux obus explosifs et des grenades. Ils demandent la permission d'enterrer leurs camarades et cachent sur les corps des morts les munitions. Les Soviétiques les enterrent avec les munitions sous un tas de rochers au bord du champ d'entraînement. Alors que les hommes réparent le T-34 capturé, Nikolaï développe un lien avec Anya. Plus tard, l'équipage soviétique est autorisé à sortir du camp de prisonniers de guerre dans la zone d'entraînement des chars. Ils retournent directement au tas de pierres et récupèrent les six projectiles intacts.
De retour au camp, le Standartenführer Jäger fait une présentation aux officiers du haut commandement allemand, vantant les vertus de son prochain exercice d'entraînement en conditions réelles. Ne faisant pas confiance aux soviétiques, les Allemands posent des mines tout autour du terrain d'entraînement pour empêcher leur fuite. Ils limitent également le carburant mis dans le T-34. Anya se faufile dans le bureau de Jäger et vole des cartes pour que les soviétiques puissent s'échapper en Tchécoslovaquie. Elle sort ensuite du camp de prisonniers de guerre à l'aide d'un laissez-passer et attend à un arrêt de bus avec des femmes allemandes.

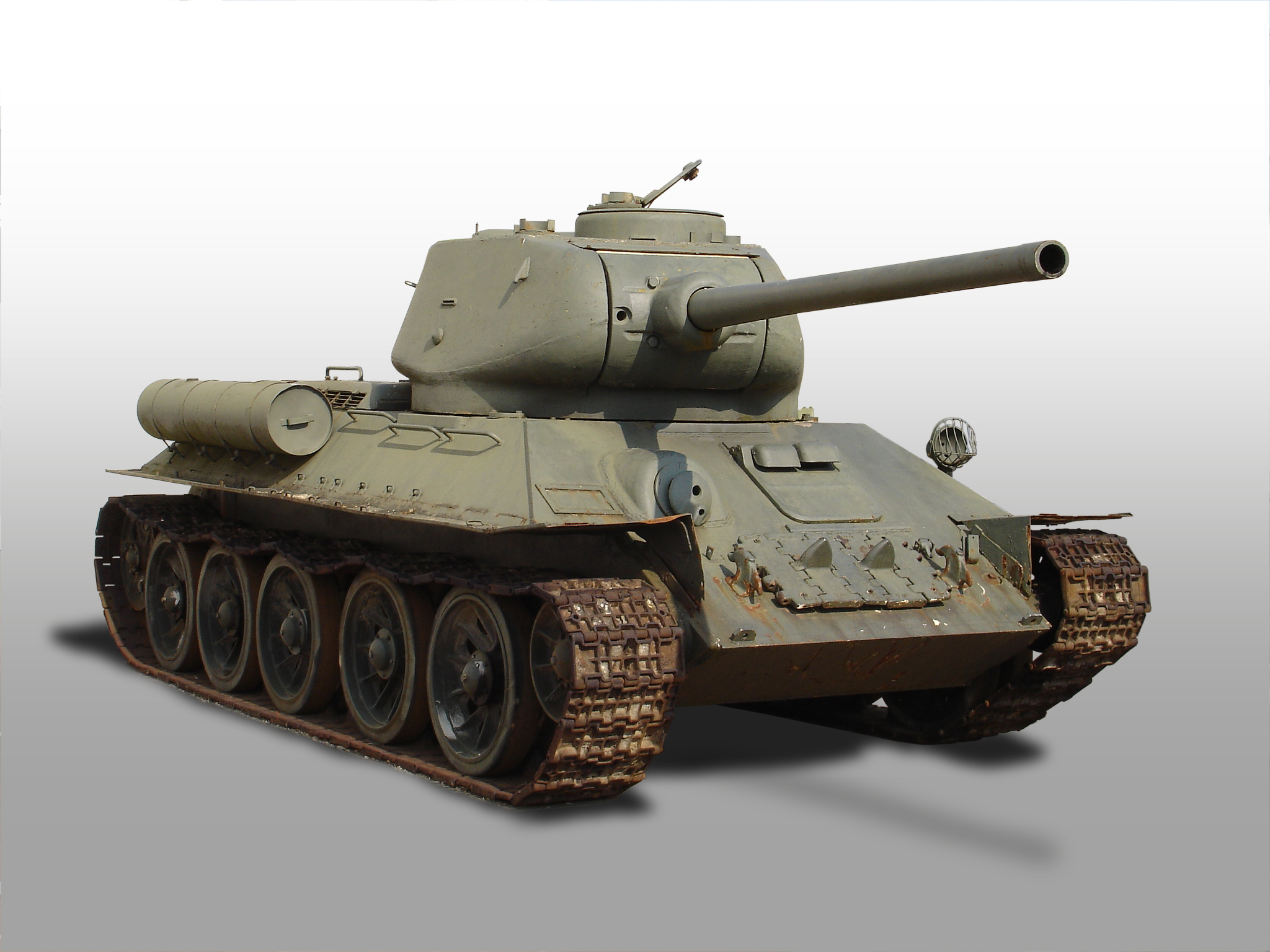
Un T-34/85, similaire à celui du film.

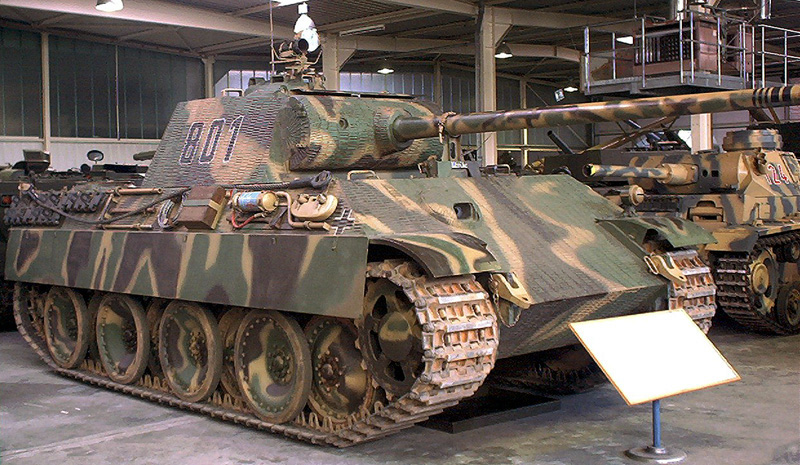
Panzer V Panther

L'exercice d'entraînement commence. Les Allemands regardent leurs six Panzerkampfwagen V Panther avancer vers le T-34/85 soi-disant "non armé". Les Soviétiques ont mis le feu à des broussailles pour faire un écran de fumée afin de masquer leurs mouvements. Les russes détruisent un premier Panther allemand sous le regard médusé des officiers allemands. Ils se rapprochent rapidement de la tour d'observation et tirent dessus un obus explosif. Ce qui tue la plupart des nazis présents. Jäger et le général Guderian s'échappent de justesse. Le T-34 sort hardiment par la porte principale du camp, évitant le champ de mines allemand. Les Soviétiques se réjouissent et récupèrent Anya à l'arrêt de bus. Ils se rendent compte qu'ils sont profondément à l'intérieur du territoire sous contrôle allemand et tracent un cap pour les ramener sur les lignes de l'Armée rouge. Dans la première ville où ils arrivent, Nikolaï et son équipe affamée trouvent du carburant, de nouveaux vêtements et de la nourriture fraîche. Après le pillage, ils brûlent leurs vêtements de prisonnier et sortent de la ville. Pendant ce temps, les Allemands s'affairent pour trouver comment localiser et détruire le T-34/85.
Sur leur chemin, les Soviétiques sont pris à partie par un canon de 88 mm FlaK 18 en embuscade, ils coupent à travers la forêt et rejoignent une crête où le T-34 doit s'arrêter avant la surchauffe du moteur. Jäger qui les poursuit en avion repère leurs traces, regroupe les cinq Panthers restants et part à l'attaque. Avant l'aube, sachant que les Allemands les prendront en chasse, Nikolaï dit à Anya de se diriger vers l'est à pied à travers la forêt. Les Soviétiques se dirigent vers un col de montagne en direction de la Tchécoslovaquie.
Toujours dans l'obscurité, le T-34 entre dans une petite ville de montagne et tombe sur le peloton de chars allemands. Le T-34 évite un premier obus allemand, puis par surprise, détruit un Panther nazi. Cerné par trois autres panzers, Nikolaï envoie Voltchok armé uniquement d'une Grenade F1, pour détruire l'un d'eux. Puis Vasilyonok conduit leur T-34 à travers des bâtiments avant d'entrer en collision de manière inattendue avec l'arrière d'un Panther. Les Russes tournent manuellement leur tourelle placée alors à l'opposé et tirent juste au moment où les Allemands sont sur le point de tirer, détruisant le panzer. Malheureusement, Jäger est arrivé sur les lieux et aligne les deux derniers Panthers pour détruire Nikolay. Cependant, Volchok parvient à tirer un obus du char allemand qu'il vient de capturer. Un des deux Panthers est détruit, le char de Jäger supprime rapidement le panzer capturé, blessant gravement Voltchok.
Jäger et Nikolaï sortent des coupoles de leurs chars. Jäger jette son gant, invitant Nikolaï à un duel. Nikolaï demande cinq minutes pour récupérer son camarade blessé. Les deux chars se déplacent ensuite à l'extérieur de la ville et s'affrontent sur un pont étroit aux arches hautes. Jäger tire un coup à l'avant du T-34 qui fonce sur le Panzer. L'obus allemand est dévié par le blindage frontal. Un deuxième coup transperce l'écoutille supérieure. Jäger commence à aligner un troisième coup sur les chenilles du T-34. Nikolaï vise avec le dernier obus le point le plus faible du Panther : la trappe de vision du conducteur. Les deux coups touchent chacun leurs cibles, avec l'élan Vassilionok percute le char allemand avec force, le poussant jusqu'au bord du pont. Le Panther reste en équilibre instable, Jäger et Nikolaï sortent simultanément par leur trappe d'évacuation. Jäger crie à Nikolaï de lui tirer dessus, mais Nikolaï offre sa miséricorde à l’ennemi. Les deux officiers se serrent la main puis Jäger lâche prise. Quelques secondes plus tard, Nikolaï regarde l'Allemand mourir quand son tank tombe dans le fleuve en contrebas.
Laissant leur tank déchenillé, l'équipage entier retrouve Anya à l'extérieur de la ville et se dirige vers la frontière.

## Fiche technique
- Titre : T-34, machine de guerre
- Titre original : T-34
- Réalisation : Alexeï Sidorov
- Scénario : Alexeï Sidorov[2]
- Musique : Vadim Maïevski, Alexandre Tourkounov, Ivan Bourlaïev, Dmitri Noskov
- Opérateur : Mikhaïl Milatchine
- Direction artistique : Constantin Pakhotine
- Costumes : Ouliana Polianskaïa
- Producteurs : Rouben Dichdichian (Mars Media)[3], Leonid Blavatnik, Nelly Yaralova
- Classification : interdit aux moins de 12 ans lors de sa sortie en France
- Dates de sortie :
  -  Russie : 1er janvier 2019
  -  France : 10 septembre 2019

## Distribution
- Alexandre Petrov : le sous-lieutenant Nikolaï Ivouchkine
- Vinzenz Kiefer : Klaus Jäger
- Viktor Dobronravov (ru) : le pilote de char Stepan Vassilionok
- Irina Starchenbaum : la traductrice Anya Yartseva
- Semion Treskounov : le capitaine et chauffeur de camion Vassili Teterine
- Artiom Bystrov : Corine
- Anton Bogdanov : canonnier Demian Voltchok
- Youri Borisov : le chargeur Serafim Ionov

## Production

### Réalisation
Le tournage a débuté à l'été 2016, et la production a coûté plus de 600 millions de roubles, soit environ 7,5 millions d'euro.

### Lien avec la vérité historique
L'histoire du film est basée sur une légende russe traitant d'une évasion réussie de pilotes soviétiques emprisonnés dans un camp de concentration, même si l'histoire n'a jamais pu être prouvée,.

## Accueil

### Box-office
Il est le premier film au Box-office Russie 2018, et le box-office mondial atteint en fin de distribution 36 032 203 $.

## Distinctions

### Récompenses
- 18e cérémonie des Aigles d'or : meilleur réalisateur, meilleur scénario et meilleurs effets spéciaux

### Nominations
- 18e cérémonie des Aigles d'or : meilleur film, meilleur acteur, meilleure actrice, meilleur acteur dans un second rôle, meilleure photographie, meilleure direction artistique, meilleur costume, meilleur montage,  meilleur son et meilleur maquillage